# Годув (Люблінське воєводство)
Годув (пол. Godów) — село в Польщі, у гміні Ходель Опольського повіту Люблінського воєводства.
Населення — 484 особи (2011).

## Демографія
Демографічна структура станом на 31 березня 2011 року:
|          | Загалом | Допрацездатний вік | Працездатний вік | Постпрацездатний вік |
| -------- | ------- | ------------------ | ---------------- | -------------------- |
| Чоловіки | 244     | 52                 | 162              | 30                   |
| Жінки    | 240     | 46                 | 131              | 63                   |
| Разом    | 484     | 98                 | 293              | 93                   |